# Promozione Lazio 1978-1979
Nella stagione 1978-1979 la Promozione era sesto livello del calcio italiano (il massimo livello regionale). Qui vi sono le statistiche relative al campionato in Lazio.
Il campionato è strutturato in vari gironi all'italiana su base regionale, gestiti dai Comitati Regionali di competenza. Promozioni alla categoria superiore e retrocessioni in quella inferiore non erano sempre omogenee; erano quantificate all'inizio del campionato dal Comitato Regionale secondo le direttive stabilite dalla Lega Nazionale Dilettanti, ma flessibili, in relazione al numero delle società retrocesse dal Campionato Interregionale e perciò, a seconda delle varie situazioni regionali, la fine del campionato poteva avere degli spareggi sia di promozione che di retrocessione.

## Girone A

### Classifica finale
|  | Pos. | Squadra                                            | Pt | G  | V  | N  | P  | GF | GS | DR  |
|  | ---- | -------------------------------------------------- | -- | -- | -- | -- | -- | -- | -- | --- |
|  | 1.   | S.S. Rieti, Rieti                                  | 40 | 30 | 13 | 14 | 3  | 26 | 8  | +18 |
|  | 2.   | A.S. Lodigiani, Roma                               | 39 | 30 | 13 | 13 | 4  | 30 | 18 | +12 |
|  | 3.   | U.S. Ladispoli, Ladispoli                          | 34 | 30 | 10 | 14 | 6  | 27 | 23 | +4  |
|  | 4.   | S.S. Trastevere, Roma                              | 33 | 30 | 9  | 15 | 6  | 30 | 29 | +1  |
|  | 5.   | Pol. Tor Sapienza Voxon, Roma                      | 32 | 30 | 8  | 16 | 6  | 28 | 22 | +6  |
|  | 6.   | S.P. Tarquinia, Tarquinia                          | 31 | 30 | 11 | 9  | 10 | 38 | 38 | 0   |
|  | 7.   | U.S. Astrea, Roma                                  | 31 | 30 | 11 | 9  | 10 | 37 | 39 | -2  |
|  | 8.   | Pol. Acilia, Acilia                                | 30 | 30 | 8  | 14 | 8  | 29 | 25 | +4  |
|  | 9.   | Pol. Villalba, Guidonia Montecelio                 | 30 | 30 | 9  | 12 | 9  | 26 | 31 | -5  |
|  | 10.  | G.S.Golagomma, Pomezia                             | 28 | 30 | 5  | 18 | 7  | 32 | 26 | +6  |
|  | 11.  | A.S.Mirtense , Poggio Mirteto                      | 28 | 30 | 7  | 14 | 9  | 31 | 31 | 0   |
|  | 12.  | G.S. La Rustica, Roma                              | 27 | 30 | 8  | 11 | 11 | 31 | 35 | -4  |
|  | 13.  | Pol. Fortitudo Lib.Campidoglio, Roma               | 27 | 30 | 8  | 11 | 11 | 22 | 26 | -4  |
|  | 14.  | U.S. Forano Gavignano, Forano                      | 25 | 30 | 8  | 9  | 13 | 22 | 29 | -7  |
|  | 15.  | A.S. Settimi Mobili Anguillara, Anguillara Sabazia | 24 | 30 | 7  | 10 | 13 | 27 | 35 | -8  |
|  | 16.  | C.R.A.L. Az.Agr. Maccarese, Maccarese              | 21 | 30 | 6  | 9  | 15 | 26 | 47 | -21 |

## Girone B

### Classifica finale
|  | Pos. | Squadra                                    | Pt | G  | V  | N  | P  | GF | GS | DR |
|  | ---- | ------------------------------------------ | -- | -- | -- | -- | -- | -- | -- | -- |
|  | 1.   | V.J.S. Velletri, Velletri                  | 45 | 30 | 17 | 11 | 2  | 38 | 14 |    |
|  | 2.   | U.S. Terracina, Terracina                  | 43 | 30 | 17 | 9  | 4  | 43 | 15 |    |
|  | 3.   | A.S. Cynthia, Genzano di Roma              | 37 | 30 | 12 | 13 | 5  | 34 | 22 |    |
|  | 4.   | S.S. Vivace, Grottaferrata                 | 34 | 30 | 12 | 10 | 8  | 28 | 20 |    |
|  | 5.   | U.S. Rocca di Papa Canarini, Rocca di Papa | 31 | 30 | 12 | 7  | 11 | 27 | 25 |    |
|  | 6.   | S.S. Semprevisa, Carpineto Romano          | 31 | 30 | 9  | 13 | 8  | 30 | 33 |    |
|  | 7.   | A.S. Isola Liri, Isola dei Liri            | 31 | 30 | 11 | 9  | 10 | 39 | 37 |    |
|  | 8.   | G.S. Vis Sezze, Sezze                      | 28 | 30 | 9  | 10 | 11 | 29 | 30 |    |
|  | 9.   | Pol. Ariccia, Ariccia                      | 28 | 30 | 7  | 14 | 9  | 23 | 26 |    |
|  | 10.  | A.C. Aprilia, Aprilia                      | 28 | 30 | 7  | 14 | 9  | 24 | 31 |    |
|  | 11.  | Pol. La Subiaco, Subiaco                   | 27 | 30 | 8  | 11 | 11 | 22 | 29 |    |
|  | 12.  | S.S. Scauri, Scauri di Minturno            | 25 | 30 | 8  | 9  | 13 | 27 | 35 |    |
|  | 13.  | A.S. Castel Gandolfo, Castel Gandolfo      | 25 | 30 | 7  | 11 | 12 | 30 | 40 |    |
|  | 14.  | F.C. Fiuggi, Fiuggi                        | 24 | 30 | 5  | 14 | 11 | 18 | 27 |    |
|  | 15.  | G.S. Colleferro, Colleferro                | 23 | 30 | 5  | 13 | 12 | 19 | 29 |    |
|  | 16.  | U.S. Zagarolo, Zagarolo                    | 20 | 30 | 7  | 6  | 17 | 30 | 48 |    |